# Rohan Chand
Pour les articles homonymes, voir Chand.
Rohan Chand, né le 24 juillet 2004 à New York, est un acteur américain d'origine indienne.

## Biographie
Rohan Chand naît à New York de parents d'origine indienne. À six ans, lorsqu'il joue au baseball, il est repéré par une directrice de casting qui est la mère d'un autre enfant jouant du baseball. Elle l'encourage à participer au casting de Jack et Julie.

## Filmographie

### Cinéma
| Année | Titre                                                           | Rôle                              | Notes              |
| ----- | --------------------------------------------------------------- | --------------------------------- | ------------------ |
| 2011  | Jack et Julie                                                   | Gary Sadelstein                   |                    |
| 2013  | Du sang et des larmes                                           | Le jeune fils de Gulab            |                    |
| 2013  | Bad Words                                                       | Chaitanya Chopra                  |                    |
| 2014  | Les Recettes du bonheur                                         | Le jeune Hassan                   |                    |
| 2017  | Jumanji : Bienvenue dans la jungle                              | Le garçon qui les dirige au Bazar |                    |
| 2018  | Mowgli : La Légende de la jungle (Mowgli: Legend of the Jungle) | Mowgli                            | sortie sur Netflix |

### Télévision
| Année | Titre    | Rôle       | Notes                                  |
| ----- | -------- | ---------- | -------------------------------------- |
| 2011  | Homeland | Issa Nazir | saison 1, épisode 9 : « Tirs croisés » |